# Żbikowice
Żbikowice (früher auch Zbikowice, Zbykowice, deutsch Bikowitz) ist eine Ortschaft mit einem Schulzenamt der Gemeinde Łososina Dolna im Powiat Limanowski der Woiwodschaft Kleinpolen, Polen.

## Geographie
Der Ort liegt in den Inselbeskiden am rechten Ufer des Flusses Łososina. Die Nachbarorte sind Ujanowice und Kobyłczyna im Westen, Sechna im Norden, Łososina Dolna im Nordosten, Wronowice im Südosten, sowie Stańkowa im Süden.

## Geschichte
Seit 1328 gehörte das Dorf den Klarissen in Stary Sącz (Alt Sandez). Jan Długosz beschrieb das Dorf in einem Buch aus den Jahren 1470 bis 1480 als Zdbykowycze, villa sub parochia ecclesiae de Jakubkowycze sita. Der patronymische Name ist vom Personennamen Sdbyk (beispielsweise 1405 als Sdbik erwähnt) abgeleitet.
Im 17. Jahrhundert gab es dort ein Vorwerk.
Nach der Ersten Teilung Polens kam Żbikowice zum neuen Königreich Galizien und Lodomerien des habsburgischen Kaiserreichs (ab 1804).
Im Jahre 1783 wurden im Zuge der Josephinischen Kolonisation 11 deutsche Familien der Kolonisten lutherischer und reformierter Konfession angesiedelt. 1869 entstand die lutherische Filialgemeinde Strzeszyce-Żbikowice von Nowy Sącz (Neu Sandez) mit dem Sitz in der evangelischen Volksschule in Strzeszyce. Bis Ende des 19. Jahrhunderts wurden die Nachgeborenen der Kolonisten zum größten Teil polonisiert. Im Jahre 1900 hatte das Dorf in 48 Häusern 295 Einwohner, davon 287 polnischsprachig, 4 deutschsprachig, 238 römisch-katholisch, 12 Juden, 45 anderen Glaubens (überwiegend evangelisch).
1918, nach dem Ende des Ersten Weltkriegs und dem Zusammenbruch der k.u.k. Monarchie, kam Żbikowice zu Polen. Unterbrochen wurde dies durch die Besetzung Polens durch die Wehrmacht im Zweiten Weltkrieg, während der es zum Distrikt Krakau im Generalgouvernement gehörte.
Von 1975 bis 1998 gehörte Żbikowice zur Woiwodschaft Nowy Sącz.

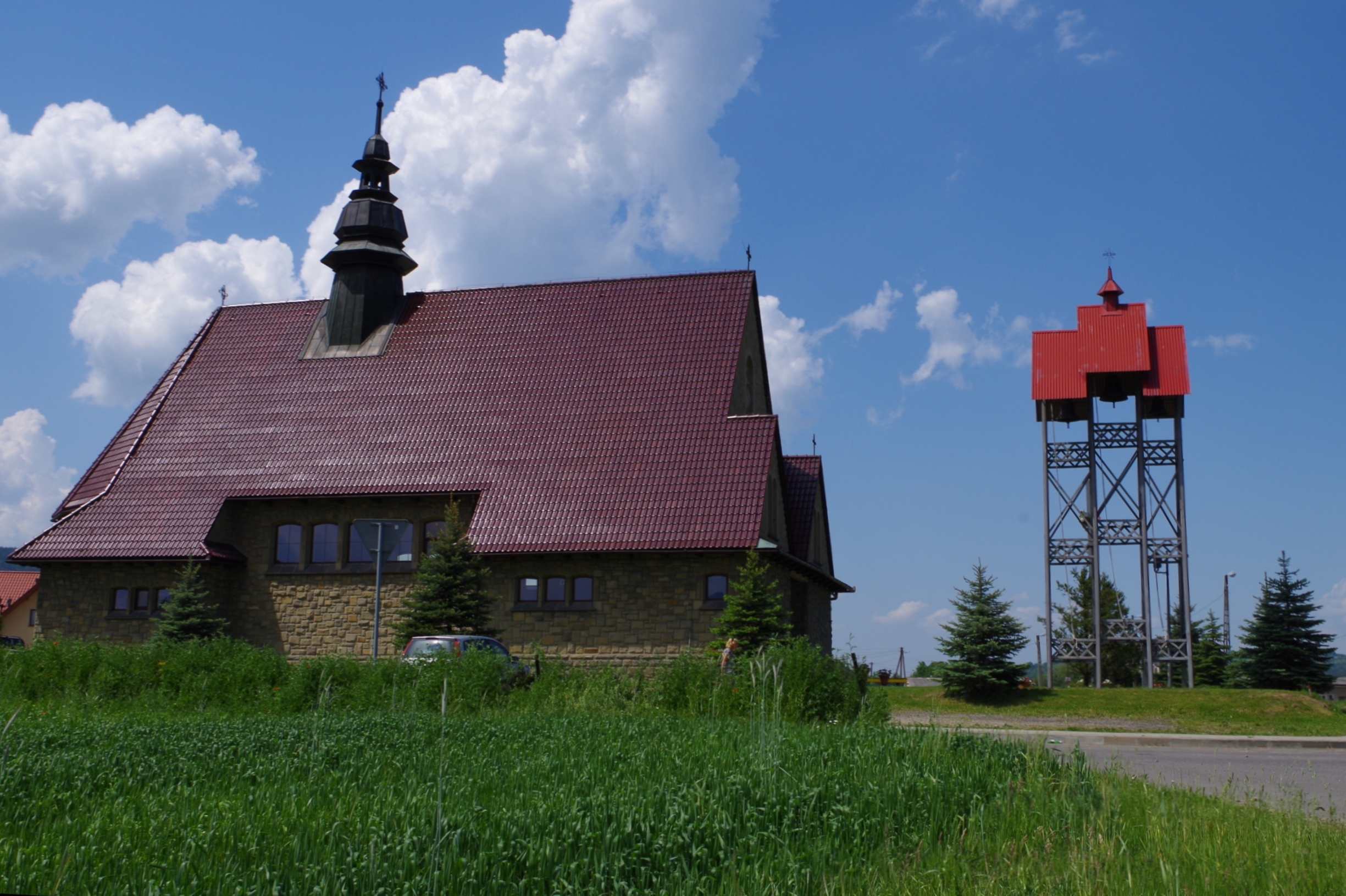
Katholische Kirche
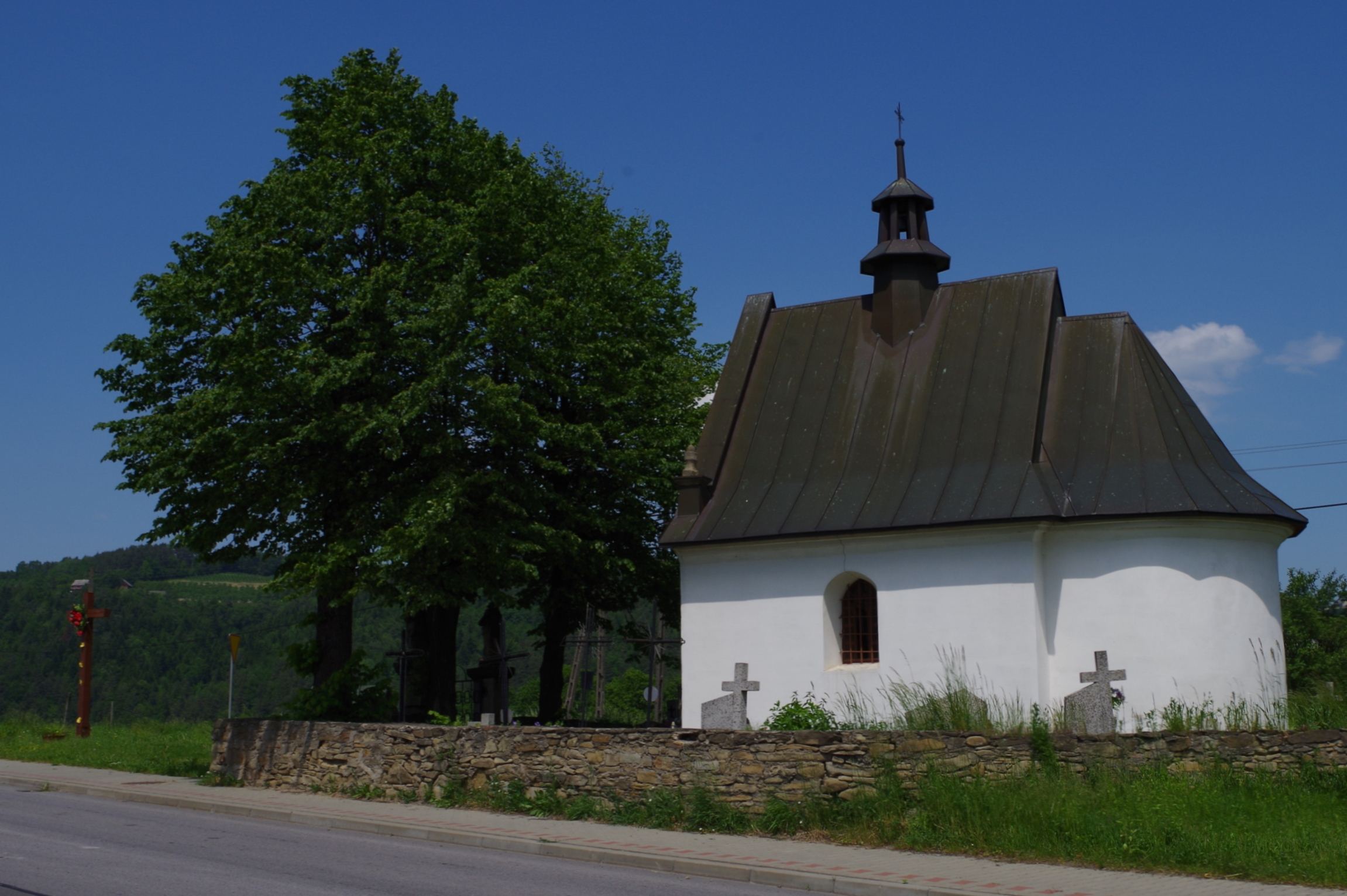
Kapelle
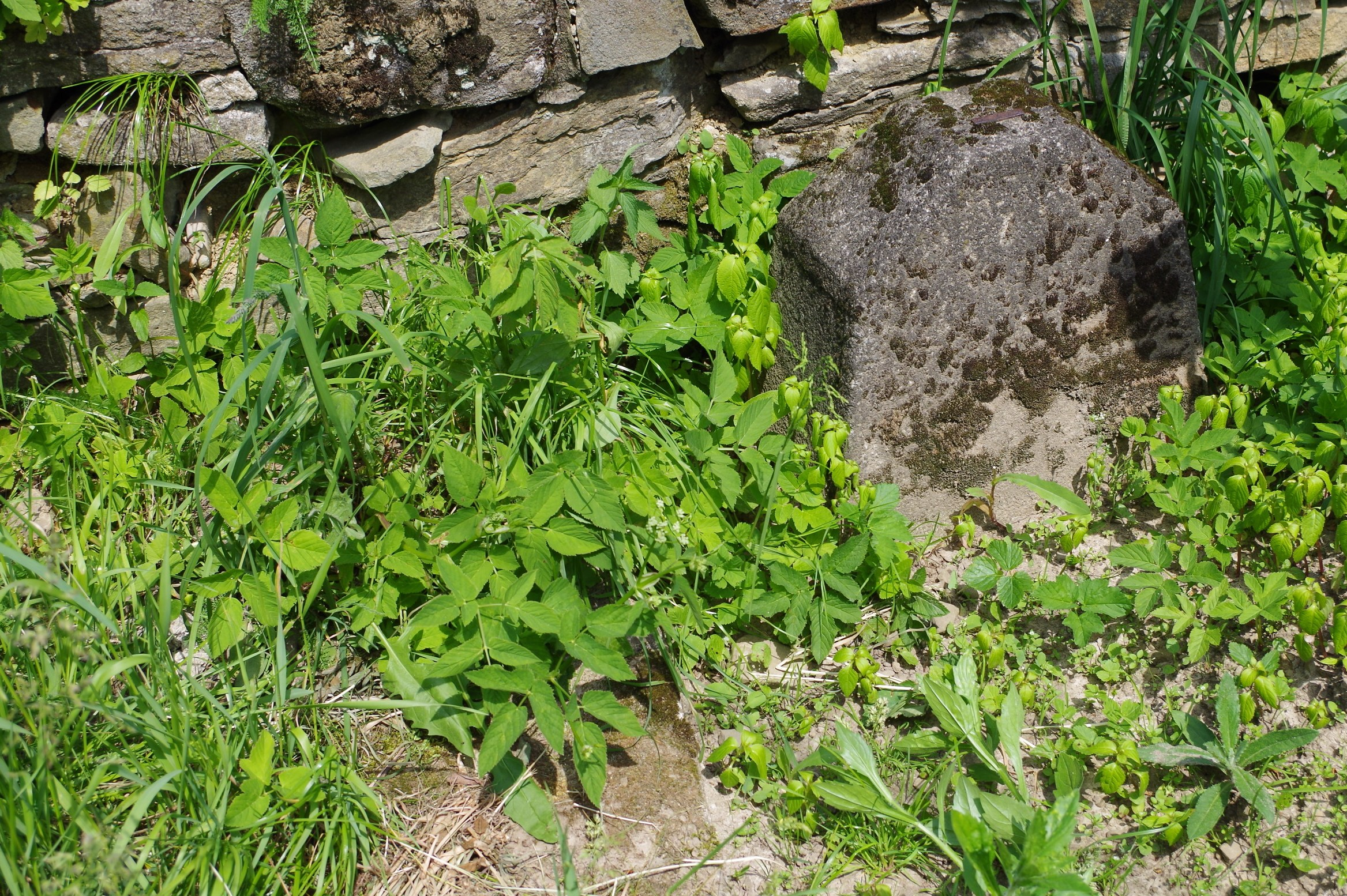
Soldatenfriedhof